# Kurt Beaujean
Kurt Beaujean (* 13. Mai 1928 in Stutzhaus, Landkreis Gotha; † 8. Dezember 1999) war ein deutscher Geodät und Offizier. Er war Generalmajor und Leiter des Militärtopographischen Dienstes (MTD) der Nationalen Volksarmee (NVA) der DDR.

## Leben
Beaujean kam als Sohn eines Ingenieurs zur Welt. Nach der Schule und dem Abitur leistete er 1945 den Reichsarbeitsdienst und anschließend Kriegsdienst in der Wehrmacht als Soldat der Infanterie. Gegen Kriegsende geriet er in US-amerikanische Gefangenschaft.
Nach seiner Heimkehr 1945 besuchte er drei Jahre die Oberschule und arbeitete 1948/49 als Waldarbeiter beim Forstamt Oberhof. Im September 1949 schloss er sich der Volkspolizei an. Er war von 1949 bis 1950 Anwärter der VP, Gruppenführer und Abteilungsleiter in der VP-Bereitschaft Langensalza. Von 1950 bis 1952 war er Leiter Ausbildung des Kommandos der VP-Bereitschaft Halle. Beaujean wurde 1951 Mitglied der SED. In den Jahren 1952/1953 besuchte er die Höhere Offiziersschule und war anschließend dort Lehrer für Militärtopographie. Von 1958 bis 1964 hielt er sich an einer Militärakademie in der Sowjetunion auf. Nach Rückkehr war er erst stellvertretender, dann von 1966 an Leiter des Militärtopographischen Dienstes der NVA. Am 7. Oktober 1974 wurde er zum Generalmajor ernannt, am 31. Dezember 1988 schied er aus der NVA aus.

## Auszeichnungen
- Kampforden „Für Verdienste um Volk und Vaterland“ in Silber
- 1988 Vaterländischer Verdienstorden in Silber
- 1988 Ehrendoktor der Technischen Universität Dresden
„In Anerkennung der hervorragenden wissenschaftlichen Verdienste um die geodätische und topographisch-kartographische Vorbereitung des Territoriums der DDR für die Landesverteidigung.“

## Werke
- Militärtopographie. Militärverlag der Deutschen Demokratischen Republik, Berlin 1982.